# Ciclismo nos Jogos Olímpicos de Verão de 2012 - Omnium feminino
A prova de Omnium feminino do ciclismo nos Jogos Olímpicos de Verão de 2012 foi realizada nos dias 6 e 7 de agosto no Velódromo de Londres.
Laura Trott da Grã-Bretanha, detentora dos títulos mundial e europeu do evento, ganhou a medalha de ouro. Sarah Hammer dos Estados Unidos ficou com a prata e a australiana Annette Edmondson ganhou o bronze.

## Calendário
Horário local (UTC+1)
| Dia         | Horário | Fase                   |
| ----------- | ------- | ---------------------- |
| 6 de agosto | 16:10   | Flying Lap             |
| 6 de agosto | 17:05   | Corrida por pontos     |
| 6 de agosto | 18:20   | Corrida de eliminação  |
| 7 de agosto | 10:15   | Perseguição individual |
| 7 de agosto | 16:10   | Scratch                |
| 7 de agosto | 16:50   | Contra o relógio Final |

## Medalhistas
| Ouro   | GBR Laura Trott       |
| Prata  | USA Sarah Hammer      |
| Bronze | AUS Annette Edmondson |

## Resultados

### Flying Lap
As ciclistas disputam uma volta individual de 250 m contra o relógio com uma partida lançada.
| Pos. | Ciclista               | Tempo  |
| ---- | ---------------------- | ------ |
| 1    | GBR Laura Trott        | 14.057 |
| 2    | FRA Clara Sanchez      | 14.058 |
| 3    | AUS Annette Edmondson  | 14.261 |
| 4    | NED Kirsten Wild       | 14.335 |
| 5    | USA Sarah Hammer       | 14.369 |
| 6    | ESP Leire Olaberria    | 14.463 |
| 7    | CAN Tara Whitten       | 14.516 |
| 8    | CUB Marlies Mejias     | 14.554 |
| 9    | CHN Huang Li           | 14.571 |
| 10   | BEL Jolien D'Hoore     | 14.594 |
| 11   | TPE Hsiao Mei-yu       | 14.662 |
| 12   | BLR Tatsiana Sharakova | 14.701 |
| 13   | POL Małgorzata Wojtyra | 14.754 |
| 14   | KOR Lee Min-Hye        | 14.793 |
| 15   | RUS Evgenia Romanyuta  | 14.909 |
| 16   | NZL Jo Kiesanowski     | 14.924 |
| 17   | VEN Angie González     | 15.115 |
| 18   | COL María Luisa Calle  | 15.559 |

### Corrida por pontos
Uma corrida por pontos de 20 km com pontuação nos sprints intermediários bem como no polimento das voltas.
| Pos. | Ciclista               | Voltas | Pontos |
| ---- | ---------------------- | ------ | ------ |
| 1    | POL Małgorzata Wojtyra | 1      | 34     |
| 2    | BLR Tatsiana Sharakova | 1      | 28     |
| 3    | CAN Tara Whitten       | 1      | 28     |
| 4    | BEL Jolien D'Hoore     | 1      | 25     |
| 5    | USA Sarah Hammer       | 1      | 25     |
| 6    | RUS Evgenia Romanyuta  | 1      | 24     |
| 7    | NZL Jo Kiesanowski     | 1      | 22     |
| 8    | COL María Luisa Calle  | 1      | 22     |
| 9    | VEN Angie González     | 1      | 20     |
| 10   | GBR Laura Trott        | 0      | 14     |
| 11   | AUS Annette Edmondson  | 0      | 10     |
| 12   | CUB Marlies Mejias     | 0      | 4      |
| 13   | ESP Leire Olaberria    | 0      | 3      |
| 14   | KOR Lee Min-Hye        | 0      | 3      |
| 15   | CHN Huang Li           | 0      | 2      |
| 16   | NED Kirsten Wild       | 0      | 2      |
| 17   | TPE Hsiao Mei-yu       | 0      | 2      |
| 18   | FRA Clara Sanchez      | 0      | 0      |

### Corrida de eliminação
Uma corrida onde a última ciclista de cada spint de duas voltas na pista é eliminada.
| Pos. | Ciclista               |
| ---- | ---------------------- |
| 1    | GBR Laura Trott        |
| 2    | USA Sarah Hammer       |
| 3    | AUS Annette Edmondson  |
| 4    | RUS Evgenia Romanyuta  |
| 5    | NED Kirsten Wild       |
| 6    | BEL Jolien D'Hoore     |
| 7    | NZL Jo Kiesanowski     |
| 8    | CAN Tara Whitten       |
| 9    | CUB Marlies Mejias     |
| 10   | POL Małgorzata Wojtyra |
| 11   | KOR Lee Min-Hye        |
| 12   | ESP Leire Olaberria    |
| 13   | FRA Clara Sanchez      |
| 14   | COL María Luisa Calle  |
| 15   | BLR Tatsiana Sharakova |
| 16   | CHN Huang Li           |
| 17   | TPE Hsiao Mei-yu       |
| 18   | VEN Angie González     |

### Perseguição individual
Uma corrida de perseguição de 3 km, com as posições baseadas no tempo final.
| Pos. | Ciclista               | Tempo    |
| ---- | ---------------------- | -------- |
| 1    | USA Sarah Hammer       | 3:29.554 |
| 2    | GBR Laura Trott        | 3:30.547 |
| 3    | CAN Tara Whitten       | 3:31.114 |
| 4    | AUS Annette Edmondson  | 3:35.958 |
| 5    | BLR Tatsiana Sharakova | 3:38.301 |
| 6    | NED Kirsten Wild       | 3:39.741 |
| 7    | COL María Luisa Calle  | 3:40.349 |
| 8    | BEL Jolien D'Hoore     | 3:41.495 |
| 9    | CUB Marlies Mejias     | 3:41.897 |
| 10   | RUS Evgenia Romanyuta  | 3:42.301 |
| 11   | NZL Jo Kiesanowski     | 3:44.971 |
| 12   | POL Małgorzata Wojtyra | 3:45.083 |
| 13   | CHN Huang Li           | 3:45.610 |
| 14   | ESP Leire Olaberria    | 3:46.317 |
| 15   | KOR Lee Min-Hye        | 3:46.871 |
| 16   | TPE Hsiao Mei-yu       | 3:49.051 |
| 17   | VEN Angie González     | 3:54.926 |
| 18   | FRA Clara Sanchez      | 3:56.800 |

### Scratch
Uma corrida de 10 km onde todos as ciclistas largam juntas, vencendo a primeira que cruzar a linha de chegada.
| Pos. | Ciclista               | Voltas atrás |
| ---- | ---------------------- | ------------ |
| 1    | AUS Annette Edmondson  | 0            |
| 2    | USA Sarah Hammer       | 0            |
| 3    | GBR Laura Trott        | 0            |
| 4    | NED Kirsten Wild       | 0            |
| 5    | BEL Jolien D'Hoore     | 0            |
| 6    | CAN Tara Whitten       | 0            |
| 7    | NZL Jo Kiesanowski     | 0            |
| 8    | CHN Huang Li           | 0            |
| 9    | KOR Lee Min-Hye        | 0            |
| 10   | RUS Evgenia Romanyuta  | 0            |
| 11   | COL María Luisa Calle  | 0            |
| 12   | BLR Tatsiana Sharakova | 0            |
| 13   | POL Małgorzata Wojtyra | 0            |
| 14   | CUB Marlies Mejias     | 0            |
| 15   | TPE Hsiao Mei-yu       | 0            |
| 16   | ESP Leire Olaberria    | 0            |
| 17   | VEN Angie González     | 0            |
| 18   | FRA Clara Sanchez      | 0            |

### Contra o relógio
Uma corrida de 500 m contra o relógio onde duas ciclistas (largando de lados opostos da pista) competem entre si, valendo o tempo geral na classificação.
| Pos. | Ciclista               | Tempo  |
| ---- | ---------------------- | ------ |
| 1    | GBR Laura Trott        | 35.110 |
| 2    | AUS Annette Edmondson  | 35.140 |
| 3    | FRA Clara Sanchez      | 35.451 |
| 4    | USA Sarah Hammer       | 35.900 |
| 5    | CUB Marlies Mejias     | 35.912 |
| 6    | CHN Huang Li           | 36.315 |
| 7    | NZL Jo Kiesanowski     | 36.360 |
| 8    | ESP Leire Olaberria    | 36.393 |
| 9    | TPE Hsiao Mei-yu       | 36.482 |
| 10   | CAN Tara Whitten       | 36.509 |
| 11   | KOR Lee Min-Hye        | 36.547 |
| 12   | BEL Jolien D'Hoore     | 36.585 |
| 13   | BLR Tatsiana Sharakova | 36.748 |
| 14   | POL Małgorzata Wojtyra | 36.790 |
| 15   | NED Kirsten Wild       | 37.152 |
| 16   | RUS Evgenia Romanyuta  | 37.308 |
| 17   | VEN Angie González     | 37.578 |
| 18   | COL María Luisa Calle  | 37.937 |

### Classificação final
| Pos.              | Ciclista               | FL | CP | CE | PI | SR | CR | Total |
| ----------------- | ---------------------- | -- | -- | -- | -- | -- | -- | ----- |
| Medalha de ouro   | GBR Laura Trott        | 1  | 10 | 1  | 2  | 3  | 1  | 18    |
| Medalha de prata  | USA Sarah Hammer       | 5  | 5  | 2  | 1  | 2  | 4  | 19    |
| Medalha de bronze | AUS Annette Edmondson  | 3  | 11 | 3  | 4  | 1  | 2  | 24    |
| 4                 | CAN Tara Whitten       | 7  | 3  | 8  | 3  | 6  | 10 | 37    |
| 5                 | BEL Jolien D'Hoore     | 10 | 4  | 6  | 8  | 5  | 12 | 45    |
| 6                 | NED Kirsten Wild       | 4  | 16 | 5  | 6  | 4  | 15 | 50    |
| 7                 | NZL Jo Kiesanowski     | 16 | 7  | 7  | 11 | 7  | 7  | 55    |
| 8                 | CUB Marlies Mejias     | 8  | 12 | 9  | 9  | 14 | 5  | 57    |
| 9                 | BLR Tatsiana Sharakova | 12 | 2  | 15 | 5  | 12 | 13 | 59    |
| 10                | RUS Evgenia Romanyuta  | 15 | 6  | 4  | 10 | 10 | 16 | 61    |
| 11                | POL Małgorzata Wojtyra | 13 | 1  | 10 | 12 | 13 | 14 | 63    |
| 12                | CHN Huang Li           | 9  | 15 | 16 | 13 | 8  | 6  | 67    |
| 13                | ESP Leire Olaberria    | 6  | 13 | 12 | 14 | 16 | 8  | 69    |
| 14                | FRA Clara Sanchez      | 2  | 18 | 13 | 18 | 18 | 3  | 72    |
| 15                | KOR Lee Min-Hye        | 14 | 14 | 11 | 15 | 9  | 11 | 74    |
| 16                | COL María Luisa Calle  | 18 | 8  | 14 | 7  | 11 | 18 | 76    |
| 17                | TPE Hsiao Mei-yu       | 11 | 17 | 17 | 16 | 15 | 9  | 85    |
| 18                | VEN Angie González     | 17 | 9  | 18 | 17 | 17 | 17 | 95    |